# Musique hongroise
 (février 2025).
La musique hongroise est très particulière en Europe, à l'image de l'idiome national de ce peuple sans doute issu de l'Oural vers le VIIIe siècle. Pendant des siècles elle a été confondue avec la musique tzigane, mais il importe de bien différencier les deux. Le destin politique de la Hongrie ayant marqué de nombreux coups d'arrêt au développement d'une musique nationale, c'est finalement sous l'influence non plus de traditions orales issues de l'Asie et des Turcs, mais grâce à l'importation de la musique classique occidentale qu'elle put prendre un essor véritable. 
Les chœurs et le quatuor à cordes classique y sont très présents, mais on y trouve aussi des instruments moins connus, comme le « piano tsigane » (le cimbalom) et des percussions comme le tambour à friction köcsögduda. De même un instrument tels que le tárogató qui est aujourd'hui[Quand ?] utilisé par les Tziganes est à l'origine un symbole de la résistance anti-impériale. 
Beaucoup de ces caractéristiques se retrouvent dans les pays limitrophes intégrés au sein d'un vaste empire. Aussi les musiques tchèque, slovaque et autrichienne subissent son influence, notamment par le biais des migrations des Tziganes.
Contrairement à d'autres « pays de l'est », le régime communiste n'a pas favorisé l'émergence d'une musique faklorique[réf. souhaitée], lui préférant de loin l'image plus « correcte » de la musique classique ou semi-classique, comme s'il voulait définitivement se débarrasser de ses origines asiatiques. Si la musique traditionnelle a été préservée, c'est grâce à beaucoup de groupes hongrois qui continuent de la jouer, en la remettant parfois au goût du jour (ajout d'instruments électriques) ou en reprenant simplement des standards.

## Musique classique

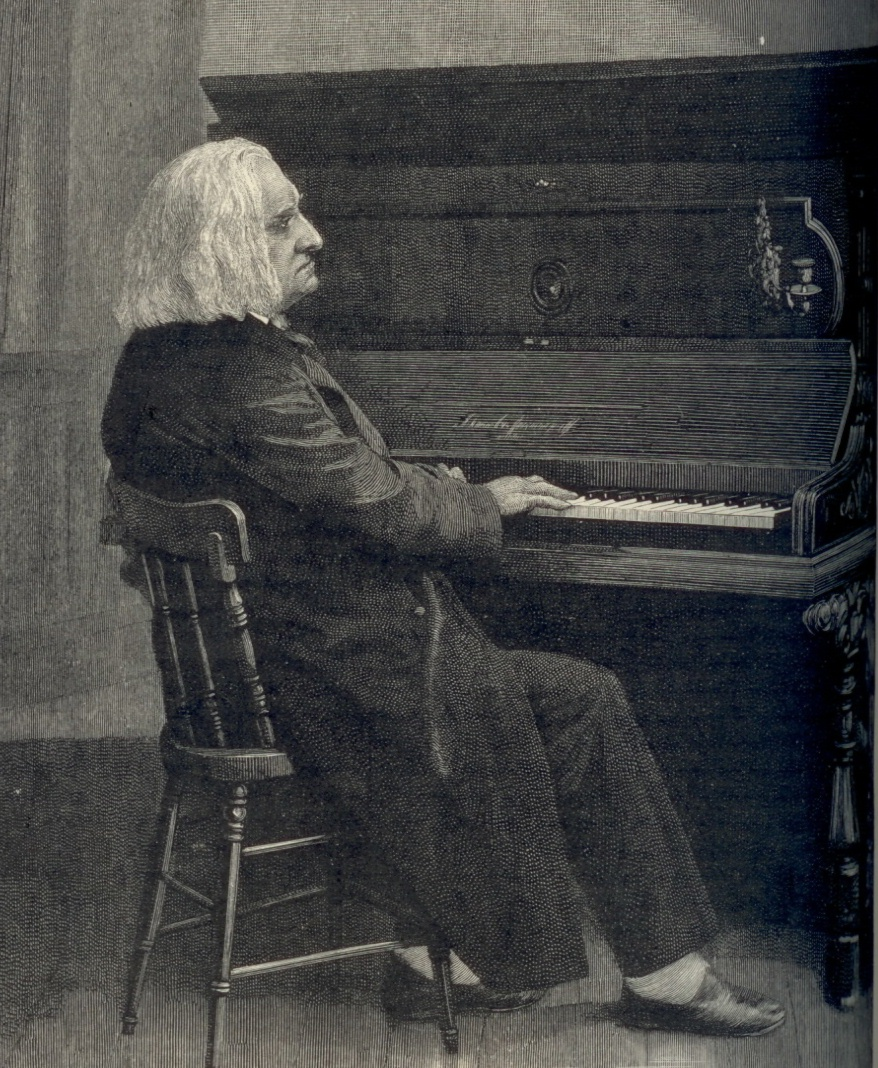
Liszt.

C'est avec l'apparition du plain-chant grégorien lors de la christianisation que les premières traces de musique apparaissent au XIe siècle dans les chœurs monastiques. Les premiers instruments apparaissent deux siècles (flûte et cor), voire trois siècles (vièle, luth, cornemuse, trompette) plus tard, grâce aux ménestrels appelés igric ou regös. Les premiers compositeurs étrangers arrivent en Hongrie : ce sont des trouvères allemands (Oswald von Wolkenstein) ou français (Gaucelm Faidit et Peire Vidal) qui apportent l'art lyrique profane avec eux.
Dès le XVIe siècle Palestrina vient parfaire cette formation vocale alors que les kobzos ou lantos (« luthistes ») Valentin Bakfark, Sebestyén Tinódi et Hans Neusidler sont déjà des compositeurs connus dans toute l'Europe. 
Au XVIIe siècle, à la suite du partage et de l'occupation du pays, la musique connut un déclin, sauf à la Cour royale qui rivalisait avec Rome, et où nombre de musiciens étrangers étaient invités. Malgré la présence ottomane, le plain-chant peut se maintenir en Transylvanie. Cette époque appelée Kuruc, marque aussi le développement de la musique orale sur fond de résistance. Au XVIIIe siècle, des compositeurs étrangers de renom tels que Haydn, Beethoven ou Schubert, sont invités à la Cour ou dans des chœurs (de Paul Esterházy notamment). S'ils se sont inspirés eux-mêmes par le folklore hongrois (Rondon all' Ongarese, Eroica , Divertissement à la Hongroise), ils devaient néanmoins transformer à jamais la musique hongroise en l'occidentalisant quelque peu et en ouvrant la voie à Ferenc Erkel et surtout Franz Liszt.
Les styles semi-classique verbunkos et csárdás apparurent en ces temps, pour le recrutement de l'armée, et furent l'apanage des petits ensembles tziganes. À la même époque, les premières écoles de musique furent créées - en fait des chœurs dans les collèges de Sárospatak et Székelyudvarhely où l'on pratiquait à la fois polyphonie et homophonie, tandis que les premières collectes musicologiques eurent lieu en 1853. Des violonistes virtuoses tels que Ede Reményi et Joseph Joachim sont à l'origine de l'engouement de Brahms pour la musique hongroise à partir de laquelle il compose nombre d'œuvres (Variations sur un thème hongrois, Danses hongroises, Zigeunerlieder). Enfin, l'Académie de musique de Budapest est créée à la fin du siècle et produist les fameux compositeurs Béla Bartók et Zoltán Kodály, avant de produire en grand nombre, des opérettes viennoises, tandis que des virtuoses tel Aladár Rácz révolutionnaient la technique du cymbalum.
Les principaux compositeurs par période sont : Ferenc Erkel, Károly Goldmark, Franz Liszt , et Mihály Mosonyi pour la musique romantique, Béla Bartók, Ferenc Farkas, Emmerich Kálmán, Zoltán Kodály, Franz Lehár ,Sándor Veress , et Pista Dankó pour la musique moderne, et Joseph Kosma, György Kurtág, et György Ligeti pour la musique contemporaine.

## Musique traditionnelle

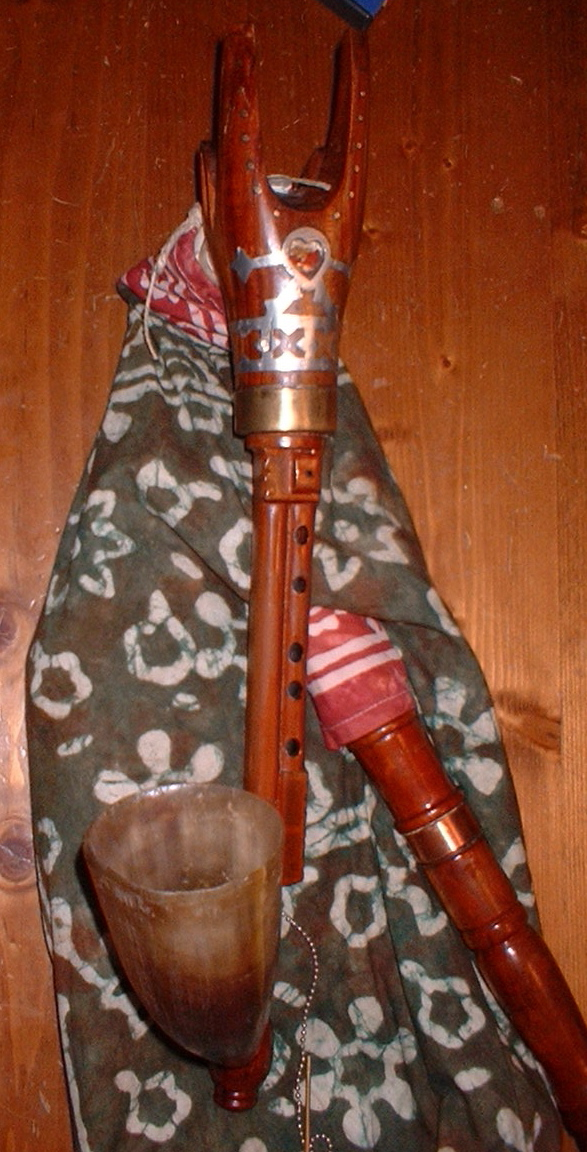
Duda.

La musique folklorique hongroise est particulière car elle présente des similitudes avec des musiques asiatiques, tel l'usage de gammes pentatoniques, et la pratique régulière de la transposition à la quinte de la mélodie. Ajoutés aux ornementations et aux rythmes endiablés aux mesures double ou triple, ces caractéristiques rappellent l'héritage turco-mongol de l'Asie centrale. On retrouve[style à revoir] dans le folklore hongrois des mélodies similaires à celles de Sibérie ou de Chine, c'est dire combien ce peuple forme un maillon important entre l'Europe et l'Asie. De même, on a retrouvé chez des peuples hongrois vivant encore isolément en Russie des structures similaires à celles pratiquées en Hongrie.
L'apparition des orchestres de Tziganes remonterait au XVe siècle. Le violon et le cymbalum y trouvent immédiatement leurs places. Au fil des siècles leur répertoire évolue et rassemble des kurucs, des verbunkos, des csárdás, des palotás et des nótás. Cette musique est empreinte de l'opposition lassú-friss (« lent rapide ») et se démarque par ses rythmes, ses modulations intermédiaires rares et ses intervalles inusités ; elle se subdivise chez les Roms en loki djili « chanson lente » et khelimaski djili « chanson à danser ». Le style vocal bőgő correspond à un chant syllabique orienté vers la basse, auquel tout le corps participe. Les musiciens roms ont aussi leur propre musique folklorique où curieusement les instruments qui ont fait leur réputation n'ont que très peu de place. Ils usent davantage de petits ustensiles (cuillers, talons, etc.) pour accompagner une musique essentiellement vocale.
Cette musique évolue beaucoup au XIXe siècle, abandonnant les mélodies descendantes non-métrées archaïques au profit de strictes compositions de longues mélodies mesurées, correspondant au remplacement des « sonneurs » de cornemuses par de petits ensembles de Tziganes à la solde des petites cours dépendantes des Habsbourg. 
Alors que, pendant des siècles, les Hongrois n'avaient que faire de la musique tzigane, quand celle-ci s'adapta quelque peu à leur particularisme, elle devint populaire et la musique hongroise devint alors synonyme de cigányzene (« musique tzigane ») malgré les efforts de compositeurs de renom (Liszt ou Bartók) pour retrouver des thèmes identitaires hongrois (en Transylvanie notamment). L'arrivée de Hongrois moldaves ne fait qu'accentuer la confusion entre musique nationale et musique tzigane. Des musiciens roms tels Panna Czinka et János Bihari (violonistes), sont éminemment connus en leurs temps. Ils furent à l'origine du style populaire nóta ; Roby Lakatos en a directement hérité.
Il convient de rappeler que c'est grâce aux efforts de collecte entrepris par les compositeurs classiques Béla Bartók et Zoltán Kodály qu'un ensemble de plus 60 000 chants folkloriques est préservé.
Quelques groupes contemporains incluent : Ando drom, Arbat, Besh o droM, Bokros, Evergreens, Hegedős, Kalman Balogh, Klayi Jag, Kolinda, Makam, Mákvirág, Muzsikás et Márta Sebestyén, Rományai Róta, Romano Drom, Romano Kokalo, Teka, et Vízöntő.

## Musique populaire
Longtemps interdites par le régime communiste, la musique populaire connait un vrai essor actuellement[Quand ?].
Le mouvement des táncház émerge au début du XXe siècle, dans des « maisons de la culture » où les jeunes apprenaient la musique et la danse traditionnelle. Équivalent hongrois du bal musette, ces réunions encouragées par les musicologues afin de préserver l'identité nationale, furent ensuite suspectes aux yeux du régime communiste qui tentera de les abolir. 

## Instruments traditionnels
Les instruments à vent comprennent : bőrduda, furulya, et tárogató. Les instruments à cordes comprennent : cimbalom, citera, forgólant, hegedű, koboz, kontra, tambura, tekerő et violon. Les percussions comprennent : bika, dob, facimbalom, gardon, köcsögduda, et ütőgardon.